# 王快镇
王快镇是中华人民共和国河北省邢台市襄都区下辖的一个镇。

## 行政区划
王快镇下辖王快村、孔桥村、前楼下村、后楼下村、西楼下村、北屋村、南市村、南市屯村、东市村、河会村、百泉村、北厂村、南厂村、康庄铺村。